# Lijst van gemeenten in Ardahan
Onderstaande lijst bevat alle gemeenten (2000) in de Turkse provincie Ardahan.
| District | Gemeente   |
| -------- | ---------- |
| Ardahan  | Ardahan    |
| Çıldır   | Aşıkşenlik |
| Çıldır   | Çıldır     |
| Damal    | Damal      |
| Göle     | Göle       |
| Göle     | Köprülü    |
| Hanak    | Hanak      |
| Hanak    | Ortakent   |
| Posof    | Posof      |